# Río Calafate
El río Calafate es un curso de agua que corre en la parte norte de la parte chilena de la Isla Grande de Tierra del Fuego y desemboca en la bahía Lomas del Estrecho de Magallanes.
(No confundir con el río Calafate tributario del río Marazzi, en el extremo oriente de la bahía Inútil.)

## Caudal y régimen
El "Plan estratégico de gestión hídrica Tierra del Fuego" de la DGA lo califica como uno de los "Otros ríos no menos importantes drenan hacia el Estrecho de Magallanes, como los ríos Calafate, Pantanos, Side, Óscar y del Oro.".: 16 

## Historia
Luis Risopatrón lo describe brevemente en su Diccionario Jeográfico de Chile de 1924:: 117 
Calafate (Rio) 52° 42' 68° 54'. Corre hacia el N en la parte N de la isla Grande de Tierra del Fuego i se vacia en la ribera S de la sección E del estrecho de Magallanes, entre las puntas Catalina i Camacho. 134; i 156.